# Finales de la NBA de 2024
Las Finales de la NBA de 2024 fueron las series definitivas de los playoffs del 2024 y supusieron la conclusión de la temporada 2023-24 de la NBA. El título se disputó, al mejor de siete partidos, siendo el primer encuentro el 6 de junio y finalizando el 17 de junio.
Las finales, patrocinadas por servicio de streaming YouTube, se conocen bajo el nombre del patrocinio: 2024 NBA Finals presented by YouTube TV, y las disputaron el vencedor de la Final de la Conferencia Oeste, los Dallas Mavericks, y el vencedor de la Final de la Conferencia Este, los Boston Celtics, que se llevaron la serie (4-1), ganando un título NBA después de 16 años.

## Enfrentamientos previos en temporada regular
| Reportaje   | Fecha     | Equipos                           | Resultado | Lugar                                       |
| ----------- | --------- | --------------------------------- | --------- | ------------------------------------------- |
| Reportaje 1 | 22/1/2024 | Boston Celtics - Dallas Mavericks | 119 - 110 | American Airlines Center, en Dallas (Texas) |
| Reportaje 2 | 1/3/2024  | Dallas Mavericks - Boston Celtics | 110 - 138 | TD Garden, en Boston (Massachusetts)        |

## Camino hacia las Finales de la NBA
La trayectoria en las eliminatorias de playoffs de ambos equipos ha sido: 
|  | Equipo           | Primera ronda             | Semifinales de Conferencia | Finales de Conferencia |
|  | ---------------- | ------------------------- | -------------------------- | ---------------------- |
|  | Boston Celtics   | Ganó a Miami, 4−1         | Ganó a Cleveland, 4−1      | Ganó a Indiana, 4−0    |
|  | Dallas Mavericks | Ganó a L.A. Clippers, 4−2 | Ganó a Oklahoma, 4−2       | Ganó a Minnesota, 4−1  |

## Partidos de la Final

### Partido 1
| 6 de junio                  | Dallas Mavericks                                          | 89–107                                | Boston Celtics                                                           | |  |  |
| 8:30 p. m.                  | Parciales: 20–37, 22–26, 24–23, 23–21                     | Parciales: 20–37, 22–26, 24–23, 23–21 | Parciales: 20–37, 22–26, 24–23, 23–21                                    | |  |  |
|                             | Estadísticas Luka Dončić 30 Luka Dončić 10 Kyrie Irving 2 | Reporte Pts Reb Asts                  | Estadísticas Jaylen Brown 22 Jayson Tatum 11 Holiday, Tatum, White 5 c/u | Pabellón: TD Garden, Boston, Massachusetts Asistencia: 19.156 espectadores Árbitros: Zach Zarba, Josh Tiven, Courtney Kirkland |  |  |
| Boston lidera la serie, 1–0 |                                                           |                                       |                                                                          | |  |  |
|                             |                                                           |                                       |                                                                          | |  |  |

Kristaps Porziņģis de Boston regresó de una lesión y anotó 20 puntos y puso tres tapones saliendo desde el banquillo. Luka Dončić lideró a Dallas con 30 puntos mientras los Celtics limitaban a los Mavericks a sólo nueve asistencias en sus 35 tiros de campo como equipo. Los Celtics fueron por delante hasta por 29 puntos en la primera mitad. En el tercer cuarto, una racha de 20-6 de los Mavericks provocada por tiros clave de Dončić y Kyrie Irving redujo esta ventaja a ocho, pero después de un tiempo muerto, Boston respondió con su propia racha de 14-2 para alejarse definitivamente en el marcador, y llevarse el primer encuentro de la serie.
Antes del partido se guardó un minuto de silencio en memoria de Bill Walton, dos veces campeón de la NBA (incluido el título en 1986 con los Celtics como sexto hombre) y locutor, que falleció el 27 de mayo de cáncer colorrectal a la edad de 71 años. La familia de Walton estuvo presente y los jugadores de los Celtics vestían camisetas de tiro negras con el nombre de Walton con un fondo teñido anudado, mientras que sus camisetas tenían un crespón negro con su nombre en el hombro. El personal del equipo de los Celtics llevaba pines con un Walton similar en teñido anudado.

### Partido 2
| 9 de junio                  | Dallas Mavericks                                          | 98–105                                | Boston Celtics                                               | |  |  |
| 8:00 p. m.                  | Parciales: 28–25, 23–29, 23–29, 24–22                     | Parciales: 28–25, 23–29, 23–29, 24–22 | Parciales: 28–25, 23–29, 23–29, 24–22                        | |  |  |
|                             | Estadísticas Luka Dončić 32 Luka Dončić 11 Luka Dončić 11 | Reporte Pts Reb Asts                  | Estadísticas Jrue Holiday 26 Jrue Holiday 11 Jayson Tatum 12 | Pabellón: TD Garden, Boston, Massachusetts Asistencia: 19.156 espectadores Árbitros: Tony Brothers, John Goble, Bill Kennedy |  |  |
| Boston lidera la serie, 2–0 |                                                           |                                       |                                                              | |  |  |
|                             |                                                           |                                       |                                                              | |  |  |

Jrue Holiday anotó 26 puntos con 11 de 14 en tiros de campo, incluidos un par de triples, junto con 11 rebotes y una serie de jugadas defensivas estelares. Jayson Tatum compensó una mala noche de tiro con 12 asistencias y nueve rebotes además de sus 18 puntos. Jaylen Brown anotó 21 con tres robos, Derrick White logró 18 puntos y tres robos, y la única canasta del partido de Payton Pritchard fue un lanzamiento desde medio campo sobre la bocina del tercer cuarto y darle a Boston una ventaja de 83-74.
Por su parte Luka Dončić anotó el primer triple-doble en una final en la historia de los Dallas Mavericks, el décimo de su carrera en un partido de playoffs, tras lograr 32 puntos, 11 rebotes y 11 asistencias, pero no fue suficiente y Boston se adjudicó el 2-0.

### Partido 3
| 12 de junio                 | Boston Celtics                                             | 106–99                                | Dallas Mavericks                                               | |  |  |
| 8:30 p. m.                  | Parciales: 30–31, 20–20, 35–19, 21–29                      | Parciales: 30–31, 20–20, 35–19, 21–29 | Parciales: 30–31, 20–20, 35–19, 21–29                          | |  |  |
|                             | Estadísticas Jayson Tatum 31 Jaylen Brown 8 Jaylen Brown 8 | Reporte Pts Reb Asts                  | Estadísticas Kyrie Irving 35 Dereck Lively II 13 Luka Dončić 6 | Pabellón: American Airlines Center, Dallas, Texas Asistencia: 20.311 espectadores Árbitros: Marc Davis, James Capers, Kevin Scott |  |  |
| Boston lidera la serie, 3–0 |                                                            |                                       |                                                                | |  |  |
|                             |                                                            |                                       |                                                                | |  |  |

Jayson Tatum anotó 31 puntos, Jaylen Brown anotó 30 y los Celtics aguantaron una furiosa remontada de Dallas para acercarse a su decimoctavo campeonato con una victoria de 106-99 sobre los Mavericks, para tomar una ventaja de 3-0. Dončić cometió su sexta falta personal a tres minutos del final, siendo expulsado, lo que condicionó los últimos minutos de los Mavs. P.J. Washington, Kyrie Irving y Tim Hardaway Jr. fallaron cada uno un triple en el último minuto mientras la racha de derrotas personales de Irving contra su exequipo llegó a trece partidos.
Así como sucedió con Bill Walton previo al primer partido, antes de éste se guardó un minuto de silencio en memoria de Jerry West, leyenda de la NBA y de Los Angeles Lakers, con quien salió campeón en la temporada 1971-72 como jugador, así como una vez campeón como entrenador y cuatro veces campeón como presidente ejecutivo de los Lakers en la década de los 80. Sumado a que fue un icono emblemático que forma parte del actual logotipo de la NBA.

### Partido 4
| 14 de junio                 | Boston Celtics                                           | 84–122                                | Dallas Mavericks                                               | |  |  |
| 8:30 p. m.                  | Parciales: 21–34, 14–27, 25–31, 24–30                    | Parciales: 21–34, 14–27, 25–31, 24–30 | Parciales: 21–34, 14–27, 25–31, 24–30                          | |  |  |
|                             | Estadísticas Jayson Tatum 15 Jayson Tatum 5 Al Horford 4 | Reporte Pts Reb Asts                  | Estadísticas Luka Dončić 29 Dereck Lively II 12 Kyrie Irving 6 | Pabellón: American Airlines Center, Dallas, Texas Asistencia: 20.277 espectadores Árbitros: Scott Foster, David Guthrie, James Williams |  |  |
| Boston lidera la serie, 3–1 |                                                          |                                       |                                                                | |  |  |
|                             |                                                          |                                       |                                                                | |  |  |

Liderados por los 29 puntos de Luka Dončić, 25 de ellos antes del descanso, los Mavericks evitaron la eliminación con una aplastante victoria por 122-84 para reducir la ventaja de la serie de Boston a 3-1. Kyrie Irving añadió 21 puntos para los Mavs, mientras que Tim Hardaway Jr. anotó sus 15 puntos en el último cuarto. En cuanto a los Celtics, Jayson Tatum lideró a su equipo con 15 puntos, mientras que Sam Hauser añadió 14 y Jaylen Brown y Jrue Holiday anotaron 10 cada uno. La derrota rompió una racha de 10 victorias consecutivas en postemporada, que comenzó cuando los Celtics derrotaron a los Cleveland Cavaliers en el tercer partido de las semifinales de la Conferencia Este.
La victoria de 38 puntos de los Mavericks fue la tercera más grande en la historia de las Finales de la NBA, detrás de la victoria de 42 puntos de los Chicago Bulls contra Utah Jazz en 1998 y la victoria de 39 puntos de los Celtics contra Los Angeles Lakers en 2008.

### Partido 5
| 17 de junio               | Dallas Mavericks                                          | 88–106                                | Boston Celtics                                               | |  |  |
| 8:30 p. m.                | Parciales: 18–28, 28–39, 21–19, 21–20                     | Parciales: 18–28, 28–39, 21–19, 21–20 | Parciales: 18–28, 28–39, 21–19, 21–20                        | |  |  |
|                           | Estadísticas Luka Dončić 28 Luka Dončić 12 Kyrie Irving 9 | Reporte Pts Reb Asts                  | Estadísticas Jayson Tatum 31 Jrue Holiday 11 Jayson Tatum 11 | Pabellón: TD Garden, Boston, Massachusetts Asistencia: 19.156 espectadores Árbitros: Zach Zarba, John Goble, Bill Kennedy |  |  |
| Boston gana la serie, 4–1 |                                                           |                                       |                                                              | |  |  |
|                           |                                                           |                                       |                                                              | |  |  |

Dieciséis años después de su último campeonato, los Celtics consiguieron su título número 18 para romper el empate con Los Angeles Lakers como la franquicia con más cantidad de campeonatos en la historia de la NBA. Jayson Tatum lideró a los Celtics con 31 puntos, 8 rebotes y 11 asistencias en una aplastante victoria por 106–88. Jrue Holiday anotó las primeras tres canastas del partido para los Celtics. Los Jays (Tatum y Brown) comenzaron el partido fuertes con sus tiros de tres puntos. Después de perderse los partidos 3 y 4 con un retináculo medial desgarrado y un tendón tibial posterior dislocado, que requerirá cirugía para sanar, Kristaps Porziņģis entró en el partido a mitad del primer cuarto recibiendo una ovación. Los Celtics terminaron la primera mitad del encuentro con una ventaja de 21 puntos, que fue coronada por el tiro de media cancha de Payton Pritchard, que fue el tiro más largo realizado en las Finales de la NBA en los últimos 25 años, desde 1998. Los Mavericks nunca se recuperaron ni se pusieron por delante en el marcador en ningún momento durante el partido.
Por los Mavericks, Dončić anotó 28 puntos, 12 rebotes, 5 asistencias, 3 robos y 7 pérdidas de balón con 12-25 tiros, incluidos 2-9 tiros desde la línea de 3 puntos. Al igual que en los dos primeros partidos, Kyrie Irving tuvo problemas con una noche de 5-16 en tiros, terminando el encuentro con 15 puntos, 9 asistencias, 3 rebotes y un robo. Los Celtics tuvieron notablemente una ventaja significativa en los rebotes de 51-35, y anotaron 17 de 20 (85%) desde la línea de tiros libres en comparación con el 7 de 13 (53,8%) de los Mavs.
Jaylen Brown fue elegido MVP de las Finales de la NBA, tras promediar 20,8 puntos, 5,4 rebotes y 5 asistencias. Brown superó a Tatum, quien promedió 22,2 puntos, 7,8 rebotes y 7,2 asistencias por partido en la serie.